# Evian Resort Golf Club
L'Evian Resort Golf Club est un parcours de golf inauguré en 1904 situé sur la commune d'Évian-les-Bains en Haute-Savoie (France). Il accueille au mois de juillet The Evian Championship, cinquième Majeur du circuit américain de golf féminin.

## Historique
En 1904, la Société des eaux minérales d’Evian achète une ferme et les terres environnantes à la famille Berthet pour y construire un golf de 9 trous pour l’agrément des futurs hôtes de l’Hôtel Royal inauguré en 1909. Le parcours sera agrandi en 1922 pour atteindre 18 trous.
Il est totalement rénové entre 1988 et 1990 par l’architecte britannique Cabell B. Robinson, ancien assistant de Robert Trent Jones. Depuis 1994, année de la première édition de l’Evian Masters, le parcours a été remodelé à plusieurs reprises pour intégrer les dernières normes USGA ; il a notamment été allongé en 2003.
De nos jours, le parcours fait partie du domaine « Evian Resort » composé de deux hôtels (L'Ermitage et l'Hôtel Royal).

## Parcours
Le parcours est situé sur les hauteurs d'Evian-les-Bains à environ 500 mètres d'altitude, à proximité de l'Hôtel Royal. Il offre une vue remarquable sur le lac Léman et sur Lausanne, située sur le versant suisse, notamment depuis le trou no 2, un par 3 plongeant vers le lac. Le parcours compte 18 trous, pour une longueur totale de 6 120 m. Le parcours reste pour l'essentiel inchangé pendant la compétition The Evian Championship, exception faite du no 18 qui devient un par 4.
| Trou     | Trou     | 1   | 2   | 3   | 4   | 5   | 6   | 7   | 8   | 9   | Aller | 10  | 11  | 12  | 13  | 14  | 15  | 16  | 17  | 18  | Retour | Total |
| -------- | -------- | --- | --- | --- | --- | --- | --- | --- | --- | --- | ----- | --- | --- | --- | --- | --- | --- | --- | --- | --- | ------ | ----- |
| Par      | Par      | 4   | 3   | 4   | 4   | 3   | 4   | 5   | 3   | 5   | 35    | 4   | 4   | 4   | 5   | 3   | 5   | 3   | 4   | 5   | 37     | 72    |
| Handicap | Handicap | 9   | 15  | 5   | 1   | 3   | 7   | 13  | 17  | 11  |       | 10  | 8   | 4   | 2   | 16  | 18  | 14  | 6   | 12  |        |       |
| Hommes   | Noirs    | 380 | 149 | 325 | 394 | 171 | 371 | 511 | 193 | 479 | 2 973 | 377 | 322 | 400 | 460 | 223 | 484 | 138 | 306 | 437 | 3 147  | 6 120 |
| Hommes   | Blancs   | 379 | 148 | 324 | 381 | 170 | 363 | 495 | 177 | 462 | 2 899 | 369 | 310 | 389 | 442 | 207 | 475 | 127 | 305 | 431 | 3 055  | 5 954 |
| Hommes   | Jaunes   | 365 | 138 | 295 | 351 | 152 | 346 | 479 | 155 | 440 | 2 721 | 352 | 298 | 361 | 410 | 178 | 447 | 110 | 287 | 417 | 2 860  | 5 581 |
| Femmes   | Bleus    | 346 | 128 | 270 | 305 | 138 | 312 | 443 | 137 | 410 | 2 489 | 317 | 281 | 352 | 395 | 165 | 416 | 99  | 264 | 394 | 2 683  | 5 172 |
| Femmes   | Rouges   | 324 | 119 | 250 | 276 | 113 | 273 | 399 | 119 | 369 | 2 242 | 309 | 245 | 326 | 366 | 146 | 386 | 83  | 243 | 359 | 2 463  | 4 705 |

### Modifications entreprises pour leMajeur
À la suite de la décision de l'US PGA de faire de l’Evian Masters, renommé The Evian Championship, le cinquième Majeur, le parcours a été entièrement rénové entre septembre 2012 et juin 2013 pour un budget de sept millions d'euros, afin de proposer un tracé à la hauteur de l'enjeu sportif et d'accueillir le public dans des conditions optimales en créant des modelés naturels remplaçant les tribunes métalliques. Le design a été confié cabinet d'architecte britannique European Golf Design (EGD), qui avait notamment conçu le parcours de Celtic Manor qui a accueilli l'édition 2010 de la Ryder Cup 2010.
Le projet a été scindé en deux phases, avec pour impératif de ne pas altérer significativement le parcours avant la dernière édition de l’Evian Masters en juillet 2012 et de livrer le parcours a temps pour la première édition de The Evian Championship en septembre 2013 : 
- Première phase (novembre 2011-mars 2012) : agrandissement de 14 des 18 départs, afin d'augmenter le nombre de configurations possibles et d'améliorer la visibilité de certains trous ;
- Seconde phase (septembre 2012-avril 2013) : reconstruction de l’ensemble des greens, bunkers (plus petits et profonds[2]), obstacles d’eau et des quatre derniers départs[4].

Les quatre derniers trous (no 15, 16, 17 et 18), ensemble baptisé le « puzzle », ont bénéficié d'importantes modifications pour créer un effet d'amphithéâtre permettant aux spectateurs de bénéficier d'une bonne vue du fairway. Le trou no 5 devient la « signature » du parcours, précédemment un par 4 à l’aveugle en montée, transformé en par 3 un obstacle d’eau de 100 mètres et un green en île.

## Compétitions
Le parcours est célèbre pour son tournoi féminin, à l'origine l’Evian Masters (1994-2012), devenu The Evian Championship (2013-…), qui est devenu le cinquième Majeur de la Ladies professional golf association (LPGA), le circuit professionnel féminin américain. Il s’agit du seul Majeur à se tenir en Europe continentale et le seul avec Augusta à ne pas changer de lieu d'une année sur l'autre.